# Gianluca Bezzina
Gianluca Bezzina (sinh ngày 9 tháng 11 năm 1988 tại Qrendi) là một nam ca sĩ nhạc pop người Malta.